# Éperon barré de Châtel d'Arruffens
L'éperon barré de Châtel d'Arruffens est un site archéologique localisé sur la commune de Montricher dans le Jura vaudois en Suisse.
Situé à 1390 m d'altitude, le site comprend un éperon dominant le plateau suisse dont les bords orientés sud surplombent deux falaises abruptes. L'arrière du site est quant à lui barré artificiellement au nord-ouest, au nord-est et sur le flanc est, sur environ 200 m de long au total, par d'imposantes levées de terre, restes de murs d'enceinte.